# Circoniscus spinosus
Circoniscus spinosus is een pissebed uit de familie Scleropactidae. De wetenschappelijke naam van de soort is voor het eerst geldig gepubliceerd in 1918 door Collinge.